# Star Fox 64
Star Fox 64 (スターフォックス64, Sutā Fokkusu Rokujūyon), também conhecido como Lylat Wars na Europa e Oceania (devido a problemas com direitos autorais) é um jogo da série Star Fox, que faz parte do gênero shoot 'em up lançada desde 1993 pela Nintendo e foi o primeiro jogo da série a oferecer gráficos 3D. Ele foi lançado em 27 de abril de 1997 no Japão, em 1º de julho de 1997 na América do Norte e em 20 de outubro de 1997 na Europa e na Austrália. Depois, ele foi importado ao console exclusivo da China iQue Player em 21 de novembro de 2003. Além disso, ele foi planejado como um remake do jogo original Star Fox.
Muitos aspectos deste jogo foram reaproveitados no projeto Star Fox 2, que seria lançado para o Super Nintendo Entertainment System, mas foi cancelado pelos desenvolvedores, visto que o Nintendo 64 já estava quase chegando ao mercado. Star Fox 64 foi o primeiro jogo do Nintendo 64 a se utilizar do Rumble Pak, acessório que faz o controle tremer.
A trilha sonora de Star Fox 64 foi composta por Kōji Kondō e Hajime Wakai. Algumas músicas deste jogo foram utilizadas novamente em outros jogos da franquia.

## Jogabilidade
Em Star Fox 64, o jogador controla um dos veículos pilotados por Fox McCloud, geralmente uma Arwing, que segue uma trajetória fixa, normalmente para frente. O veículo controlado pode realizar manobras ao redor da tela a fim de desviar dos obstáculos e atirar com canhões de laser nos inimigos que se aproximam. Todos os veículos, exceto o Blue Marine, também podem carregar o seu canhão de laser para liberar um poderoso tiro perseguidor.
Além da progressão contínua a que se submete o jogador, afinal a nave não pode parar estando sempre em movimento, algumas fases e chefes possuem o "all-range mode" (cuja tradução seria modo de longo alcance), em que há liberdade para ir e vir dentro de uma área delimitada. Ao se chegar à margem da área pré-definida a nave irá impreterivelmente fazer um loop e retornar, manobra conhecida como Immelmann), chamada no jogo de "U-turn", termo equivalente a "retorno" nos sinais de trânsito.
Em Star Fox 64 as personagens recebem voz, ao invés de "falarem" através de múrmurios sem sentido como no jogo anterior. No entanto, as "vozes" do jogo original, referidas à "Lylat" no menu de opções de línguas, podem ser ativadas na versão PAL, apesar disto não ser possível na versão japonesa ou Americana NTSC. O jogo utiliza o diálogo muito mais do que o original e, juntamente com seqüências cinematográficas, acelera o passo da narrativa, tornando-a um pouco mais verossímil e interessante. Esse diálogo também tornou-se motivo de chacota, principalmente devido a frases que se repetem diversas vezes ao longo do jogo.

### Personagens
Cada companheiro do Fox McCloud tem uma função específica:
- Peppy Hare (o Coelho): dá dicas de como derrotar os chefes e como passar de determinados pontos da fase (geralmente com muitos inimigos). Se ele for abatido, o player ficará o restante da fase sem dicas.

- Slippy Toad (o Sapo): Mostra a barra de energia do chefe. Caso ele seja abatido, o player terá que derrotar o chefe sem saber a sua quantidade de vida (pois a barra de energia dele desaparece).

- Falco Lombardi (o Falcão): descobre os segredos das fases. Por isso, é importante que o player fique esperto com as coisas que ele diz, pois muitas passagens secretas levam para outras rotas (novos planetas)

## Enredo
O cruel cientista Andross foi expulso de Corneria e mandado para o exílio no planeta deserto Venom. Um dia, algo estranho é detectado em Venom, e uma equipe de pilotos é mandada para lá investigar. Integram o time original Pigma Dengar, James McCloud (pai de Fox, o protagonista da série) e Peppy Hare. Quando chegam a Venom, Pigma os trai enquanto James é capturado, e Peppy consegue escapar e retornar à Corneria (o caminho Vermelho no jogo, a nave de James aparece na última fase para ajudar Fox a escapar da explosão).
Uma nova equipe é formada pelos pilotos Fox McCloud (o jogador), Falco Lombardi, Slippy Toad e Peppy Hare. Fox é a última esperança de Corneria para acabar com os planos insanos de Andross e restaurar a paz no sistema planetário de Lylat.
Uma diferença significativa deste para o jogo original é que a equipe de Star Fox, embora mercenários em ambos, já dispõe de todas as naves (incluindo a nave-mãe) necessárias, enquanto no primeiro eles são recrutados para serem pilotos de Corneria.

## Versão 3D
Em 2010, lança-se a versão 3D de Star Fox 64, nomeado como Star Fox 64 3D para Nintendo 3DS, com gráficos melhores e o modo batalha com novas fases e novas armas.